# Wikal
Electro-Wikal S.A. war ein spanischer Hersteller von Automobilen.

## Unternehmensgeschichte
Das Unternehmen aus Madrid bot zwischen 1941 und 1950 Automobile an. Die Produktion fand bei der Electrociclo S.A. in Eibar statt.

## Fahrzeuge
Die Fahrzeuge waren mit Elektromotoren ausgestattet. Die Fahrzeuge wurden auch auf Messen in San Sebastian und Madrid ausgestellt.